# Oncaea dentipes
Oncaea dentipes är en kräftdjursart som beskrevs av Giesbrecht 1891. Oncaea dentipes ingår i släktet Oncaea och familjen Oncaeidae. Inga underarter finns listade i Catalogue of Life.